# Mimasura
Mimasura is een geslacht van vlinders van de familie van de Uilen (Noctuidae). De wetenschappelijke naam van dit geslacht is voor het eerst voorgesteld door George Francis Hampson in een publicatie uit 1910.

## Soorten
- Mimasura albiceris (Turner, 1903)
- Mimasura asticta Hampson, 1910
- Mimasura disticta Hampson, 1910
- Mimasura impuncta Hampson, 1910
- Mimasura innotata Hampson, 1910
- Mimasura miltochristodes Hampson, 1918
- Mimasura pseudopyralis Berio, 1937
- Mimasura quadripuncta Hampson, 1910
- Mimasura strigicostalis Hampson, 1910
- Mimasura tripunctoides Poole, 1989
- Mimasura unipuncta (Hampson, 1902)